# Paid tha Cost to Be da Boss
Paid tha Cost to Be da Boss is de zesde studioalbum van rapper Snoop Dogg, uitgebracht op 26 november 2002.

## Tracklist
| #  | Titel                                                            | Producer                   | Duur |
| -- | ---------------------------------------------------------------- | -------------------------- | ---- |
| 1  | "Don Doggy"                                                      |                            | 0:42 |
| 2  | "Da Bo$$ Would Like to See You"                                  | E-Swift                    | 1:59 |
| 3  | "Stoplight"                                                      | Jelly Roll                 | 4:26 |
| 4  | "From tha Chuuuch to da Palace" (met Pharrell)                   | The Neptunes               | 4:40 |
| 5  | "I Believe in You" (met LaToiya Williams)                        | Hi-Tek                     | 4:34 |
| 6  | "Lollipop" (met Jay-Z, Soopafly, Nate Dogg)                      | Just Blaze                 | 3:48 |
| 7  | "Ballin'" (feat. The Dramatics, Lil' Half Dead)                  | Battlecat                  | 5:19 |
| 8  | "Beautiful" (met Pharrell, Charlie Wilson)                       | The Neptunes               | 4:58 |
| 9  | "Paper'd Up" (met Kokane, Traci Nelson)                          | Fredwreck                  | 3:50 |
| 10 | "Wasn't Your Fault" (met Ginuwine)                               | L.T. Hutton                | 4:30 |
| 11 | "Bo$$ Playa"                                                     | Fredwreck                  | 5:53 |
| 12 | "Hourglass" (met Kokane, Goldie Loc)                             | Jelly Roll                 | 4:20 |
| 13 | "The One and Only"                                               | DJ Premier                 | 3:49 |
| 14 | "I Miss That Bitch" (met E-White)                                | Hi-Tek                     | 3:12 |
| 15 | "From Long Beach 2 Brick City" (met Redman & Nate Dogg)          | Fredwreck                  | 3:43 |
| 16 | "Suited N Booted"                                                | Meech Wells, Keith Clizark | 3:16 |
| 17 | "You Got What I Want" (met Charlie Wilson, Goldie Loc, Ludacris) | Jelly Roll                 | 3:36 |
| 18 | "Batman & Robin" (feat. Lady of Rage, RBX)                       | DJ Premier                 | 5:03 |
| 19 | "A Message 2 Fat Cuzz"                                           |                            | 1:40 |
| 20 | "Pimp Slapp'd"                                                   | Josef Laimberg             | 5:42 |
| 21 | "Mission Cleopatra" (met Jamel Debbouze) [France Bonus Track]    | Daz Dillinger              | 3:51 |